# Iana Romanova
Pour les articles homonymes, voir Romanov (homonymie).
Iana Sergueïevna Romanova (en russe : Яна Сергеевна Романова), née le 11 mai 1983 à Kourgan, est une biathlète russe.

## Carrière
En 2003, elle est championne du monde junior de relais et vice-championne junior de sprint et de poursuite.
En 2008, elle découvre la Coupe du monde à Antholz, où elle se classe treizième du sprint et est sélectionnée dans la foulée ses premiers championnats du monde, à Östersund. Elle y prend seulement part à l'individuel qu'elle conclut au septième rang. Aux Championnats d'Europe 2009, elle gagne ses premières médailles internationales chez les séniors, avec l'argent sur le sprint et le bronze sur la poursuite.
Durant la saison 2009-2010, elle monte sur son premier podium et signe sa première et unique victoire individuelle en Coupe du monde en s'imposant sur le sprint de Khanty-Mansiïsk, peu après les Jeux olympiques de Vancouver où elle a seulement disputé l'individuel.
Son point fort est le tir.
Aux Jeux olympiques de 2014 à Sotchi, Romanova décroche la médaille d'argent dans l'épreuve du relais (4 × 6 km), en compagnie de Olga Zaïtseva, Ekaterina Shumilova et Olga Vilukhina.
Le 27 novembre 2017, le Comité international olympique (CIO) annonce que Iana Romanova est disqualifiée pour dopage de toutes les épreuves auxquelles elle a participé pendant les Jeux olympiques d'hiver de 2014 à Sotchi. Elle perd donc sa médaille du relais. Elle est également bannie à vie des jeux olympiques et doit rendre ses médailles. Mais, en 2020, le Tribunal arbitral du sport annule la suspension à vie de Iana Romanova et restaure ses résultats individuels obtenus lors des Jeux olympiques de 2014, seule la disqualification du relais étant maintenue.

## Palmarès

### Jeux olympiques
| Épreuve / Édition              | Individuel | Sprint | Poursuite | Départ en masse | Relais | Relais mixte                     |
| Jeux olympiques 2010 Vancouver | 55e        | —      | —         | —               | —      | Épreuve inexistante à cette date |
| Jeux olympiques 2014 Sotchi    | 52e        | 19e    | 22e       | —               | DSQ    | —                                |

Légende :
- : pas d'épreuve
- — : Non disputée par Romanova

### Championnats du monde
| Mondiaux \ Épreuve   | Individuel   | Sprint       | Poursuite    | Départ en masse | Relais       | Relais mixte |
| 2008 Östersund       | 7e           | —            | —            | —               | —            | —            |
| 2009 Pyeong-Chang    | 24e          | —            | —            | —               | —            | —            |
| 2010 Khanty-Mansiïsk | JO Vancouver | JO Vancouver | JO Vancouver | JO Vancouver    | JO Vancouver | 4e           |
| 2011 Khanty-Mansiïsk | 36e          | —            | —            | —               | —            | —            |
| 2012 Ruhpolding      | 17e          | —            | —            | —               | —            | —            |
| 2015 Kontiolahti     | 31e          | —            | —            | —               | —            | 10e          |

Légende :
- : épreuve inexistante
- — : n'a pas participé à l'épreuve

### Coupe du monde
- Meilleur classement général : 23e en 2010.
- 1 podium individuel : 1 victoire.
- 2 podiums en relais : 1 victoire et 1 deuxième place.
- 1 podium en relais mixte simple : 1 victoire.

#### Détail des victoires
| Saison / Épreuve | Individuel | Sprint          | Poursuite | Mass start | Total |
| 2009-2010        |            | Khanty-Mansiïsk |           |            | 1     |
| Total            | 0          | 1               | 0         | 0          | 1     |

#### Classements en Coupe du monde
| Saison    | Classement général final | Individuel | Sprint | Poursuite | Mass start |
| 2007-2008 | 47e                      | 21e        | 48e    | 54e       |            |
| 2008-2009 | 45e                      | 41e        | 49e    | 36e       |            |
| 2009-2010 | 23e                      | 10e        | 21e    | 30e       | 22e        |
| 2010-2011 | 26e                      | 14e        | 30e    | 29e       | 25e        |
| 2011-2012 | 50e                      | 38e        | 57e    | 40e       |            |
|           |                          |            |        |           |            |
| 2013-2014 | 23e                      | 54e        | 25e    | 24e       | 18e        |
| 2014-2015 | 43e                      | 34e        | 52e    | 34e       | 40e        |

### Championnats d'Europe
- Médaille d'argent du sprint en 2009.
- Médaille de bronze de la poursuite en 2009.

### Championnats du monde de biathlon d'été
- Médaille de bronze de la poursuite en 2007.

### Championnats du monde junior
- Koscielsko 2003
  -  Médaille d'or au relais.
  -  Médaille d'argent au sprint.
  -  Médaille d'argent à la poursuite.

### Championnats d'Europe junior
- Médaille d'or du relais en 2003.

### IBU Cup
- 2 podiums individuels, dont 1 victoire.